# Inline-Speedskating-Europameisterschaften 2002
Die Europameisterschaften wurden im französischen Valence d’Agen (Bahn) und Grenade (Straße) ausgetragen. Die Straßen-Wettkämpfe fanden vom 26. bis 28. Juli und die Bahn-Wettkämpfe vom 31. Juli bis 2. August 2002 statt.

## Frauen
| Distanz                | Gold                                                       | Silber                                                     | Bronze                                             |
| Bahn                   | Bahn                                                       | Bahn                                                       | Bahn                                               |
| ---------------------- | ---------------------------------------------------------- | ---------------------------------------------------------- | -------------------------------------------------- |
| 300 m Einzelsprint     | Valentina Belloni                                          | Estelle Flourens                                           | Eva Lizarraga                                      |
| 500 m Sprint           | Valentina Belloni                                          | Aurélie Bohrer                                             | Estelle Flourens                                   |
| 1500 m Sprint          | Sandra Gómez                                               | Angèle Vaudan                                              | Melanie Bayrhof                                    |
| 3000 m Massenstart     | Sheila Herrero                                             | Nuria Torres                                               | Caroline Boué                                      |
| 5000 m Punkte          | Sheila Herrero                                             | Elena Ciavattini                                           | Nathalie Barbotin                                  |
| 10000 m Ausscheidung   | Nathalie Barbotin                                          | Sheila Herrero                                             | Caroline Lagrée                                    |
| 1400 m Teamverfolgung  | Frankreich Nathalie Barbotin Angèle Vaudan Caroline Lagrée | Italien Alessandra Susmeli Laura Lardani Elena Ciavattini  | Spanien Sheila Herrero Sandra Gómez Nuria Torres   |
| 5000 m Staffel         | Italien Alessandra Susmeli Laura Lombardo Laura Lardani    | Spanien Vanesa Samanes Sandra Gómez Eva Lizarraga          | Belgien Wendy Vallons Ann Thijs Vanessa Derous     |
| Straße                 |                                                            |                                                            |                                                    |
| 300 m Einzelsprint     | Valentina Belloni                                          | Tijn Ponjee                                                | Eva Lizarraga                                      |
| 500 m Sprint           | Valentina Belloni                                          | Britta Vantournhout                                        | Eva Lizarraga                                      |
| 1500 m Sprint          | Sandra Gómez                                               | Alessandra Susmeli                                         | Laura Lombardo                                     |
| 3000 m Massenstart     | Laura Lardani                                              | Sheila Herrero                                             | Laura Lombardo                                     |
| 5000 m Punkte          | Laura Lombardo                                             | Sheila Herrero                                             | Nathalie Barbotin                                  |
| 10000 m Ausscheidung   | Alessandra Susmeli                                         | Laura Lombardo                                             | Sheila Herrero                                     |
| 5000 m Staffel         | Belgien Ann Thijs Britta Vantournhout Vanessa Derous       | Frankreich Angèle Vaudan Caroline Lagrée Nathalie Barbotin | Niederlande Anka Greving Elma de Vries Tijn Ponjee |
| Langstrecke            |                                                            |                                                            |                                                    |
| 21097,5 m Halbmarathon | Laura Lombardo                                             | Laura Lardani                                              | Alessandra Susmeli                                 |

## Männer
| Distanz               | Gold                                                        | Silber                                                    | Bronze                                                           |
| Bahn                  | Bahn                                                        | Bahn                                                      | Bahn                                                             |
| --------------------- | ----------------------------------------------------------- | --------------------------------------------------------- | ---------------------------------------------------------------- |
| 300 m Einzelsprint    | Gregorio Duggento                                           | Claudio Lombardi                                          | Thomas Boucher                                                   |
| 500 m Sprint          | Thomas Boucher                                              | Wouter Hebbrecht                                          | Francois Huguen                                                  |
| 1500 m Sprint         | Thomas Boucher                                              | Garikoitz Lerga                                           | Iván Posada                                                      |
| 5000 m Massenstart    | Luca Presti                                                 | Garikoitz Lerga                                           | Benjamin Zschätzsch                                              |
| 10000 m Punkte        | Matteo Amabili                                              | Garikoitz Lerga                                           | Benjamin Zschätzsch                                              |
| 20000 m Ausscheidung  | Francesco Zangarini                                         | Luca Presti                                               | Pierdavide Romani                                                |
| 1400 m Teamverfolgung | Italien Francesco Zangarini Pierdavide Romani Guido Cicconi | Frankreich Pierre Sohier Julien Despaux Richard Deniaud   | Spanien Eugenio Landete Garikoitz Lerga Kepa Caballero           |
| 10000 m Staffel       | Italien Luca Presti Pierdavide Romani Francesco Zangarini   | Frankreich Lionel Maillard Francois Huguen Thomas Boucher | Spanien Ronan Sánchez Garikoitz Lerga Iván Posada                |
| Straße                |                                                             |                                                           |                                                                  |
| 300 m Einzelsprint    | Gregorio Duggento                                           | Matthias Schwierz                                         | Thomas Laetsch                                                   |
| 500 m Sprint          | Pascal Briand                                               | Luca Presti                                               | Thomas Laetsch                                                   |
| 1500 m Sprint         | Pascal Briand                                               | Francesco Zangarini                                       | Baptiste Grandgirard                                             |
| 5000 m Massenstart    | Luca Presti                                                 | Franck Cardin                                             | Pierdavide Romani                                                |
| 10000 m Punkte        | Pierdavide Romani                                           | Garikoitz Lerga                                           | Franck Cardin                                                    |
| 20000 m Ausscheidung  | Pierdavide Romani                                           | Baptiste Grandgirard                                      | Benjamin Zschätzsch                                              |
| 10000 m Staffel       | Frankreich Baptiste Grandgirard Franck Cardin Pascal Briand | Italien Guido Cicconi Luca Presti Francesco Zangarini     | Deutschland Benjamin Zschätzsch Daniel Zschätzsch Nico Wieduwilt |
| Langstrecke           |                                                             |                                                           |                                                                  |
| 42195 m Marathon      | Franck Cardin                                               | Fabien Rabeau                                             | Arnaud Gicquel                                                   |